# خوسيه كارينيو
خوسيه كارينيو هو رسام إكوادوري، ولد في 1947.